# 소피 넬리스
소피 넬리스(Sophie Nélisse, 2000년 3월 27일 ~ )는 캐나다의 배우이다. 영화 《책도둑》의 리젤 역으로 유명하다.

## 출연 작품
- 옐로우재킷(2021, 2023)
- 키드 디텍티브 (2020)
- 우리가 이별 뒤에 알게 되는 것들 (2019)
- 47미터 2 (2019)
- 클로즈 (2018)
- 1분 54초 (2016)
- 사랑의 역사 (2016)
- 웨잇 틸 헬렌 컴즈 (2016)
- 험악한 꿈 (2016)
- 위풍당당 질리 홉킨스 (2016)
- 엔도르핀 (2015)
- 세기의 매치 (2014)
- 책도둑 (2013)
- Esimesac (2012)
- 라자르 선생님 (2011)